# Triaż

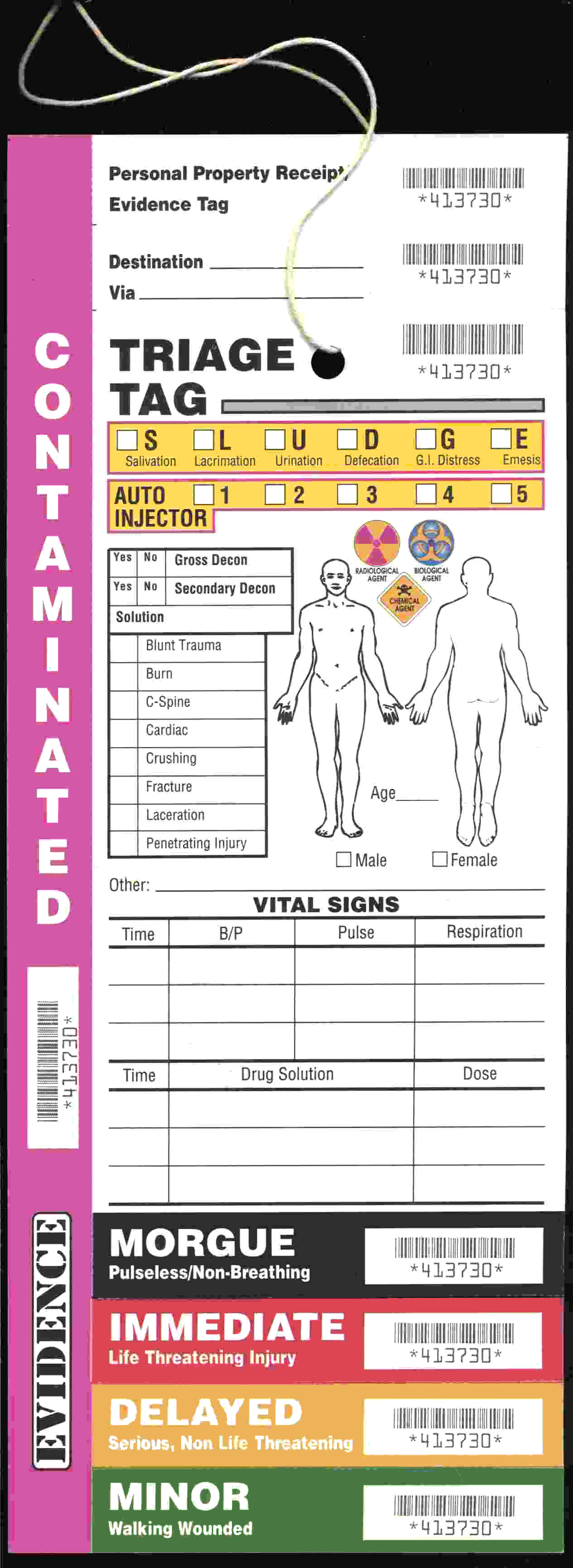
Przykład plakietki stosowanej w triage

Triaż, segregacja, sortowanie triage (fr. triage „segregowanie, sortowanie“) – procedura medyczna stosowana w medycynie ratunkowej, umożliwiająca służbom medycznym segregację rannych w wypadku masowym w zależności od stopnia obrażeń oraz rokowania - celem uratowania jak największej liczby osób kosztem jak najmniejszej liczby zgonów.
Na świecie znanych jest kilka systemów segregacji. W Polsce powszechny jest system S.T.A.R.T. (Simple Triage and Rapid Treatment – prosta selekcja i szybka pomoc). Na ocenę stanu zdrowia osoby poszkodowanej „segregator” ma tylko 30 sek.
S.T.A.R.T stosowany jest przez służby ratownicze. Zakłada nadanie każdemu z poszkodowanych określonego priorytetu określającego kolejność udzielania pomocy/ewakuacji. Poszkodowani zostają oznaczeni poprzez nadanie odpowiedniego koloru (czerwony, żółty, zielony, czarny) w zależności od oceny stanu dokonanej na podstawie prostych parametrów: możliwość chodzenia, drożności dróg oddechowych, częstości oddechu, czas nawrotu kapilarnego lub obecność tętna na tętnicy promieniowej, stan świadomości. 
Jak wynika z akronimu START – prosta segregacja i szybkie leczenie, zakłada ocenę nie dłuższą niż 30 sekund i podjęcie tylko ratujących życie czynności ratowniczych.
Podział na określone grupy (kolory) wygląda następująco:
1. czarny (poniżej 4 pkt. SCU) – najniższy priorytet - pacjenci prawdopodobnie nie do uratowania w danej sytuacji. Pierwotnie poza założeniem, że poszkodowany nie oddycha po udrożnieniu górnych dróg oddechowych do tej grupy zaliczano także poszkodowanych z oparzeniami prawie całej powierzchni ciała, rozległymi zmiażdżeniami, ciężkimi obrażeniami czaszki z widoczną tkanką mózgową.
2. czerwony – pomoc priorytetowa - ewakuacja, pomoc medyczna i transport w pierwszej kolejności. Pacjent przy właściwej opiece medycznej rokuje na przeżycie i powrót do zdrowia. Transportować w pierwszej kolejności,
3. żółty – pomoc pilna - pacjenci którzy odnieśli obrażenia i wymagają pomocy medycznej, jednak opóźnienie w jej wdrożeniu nie zagraża ich życiu. Ich właściwe leczenie powinno rozpocząć się najpóźniej w pierwszej dobie od zdarzenia. Transportować w drugiej kolejności,
4. zielony – pomoc odroczona - są to pacjenci, którzy przeżyją, niezależnie od rodzaju udzielonej pomocy. Transportować jako ostatni.

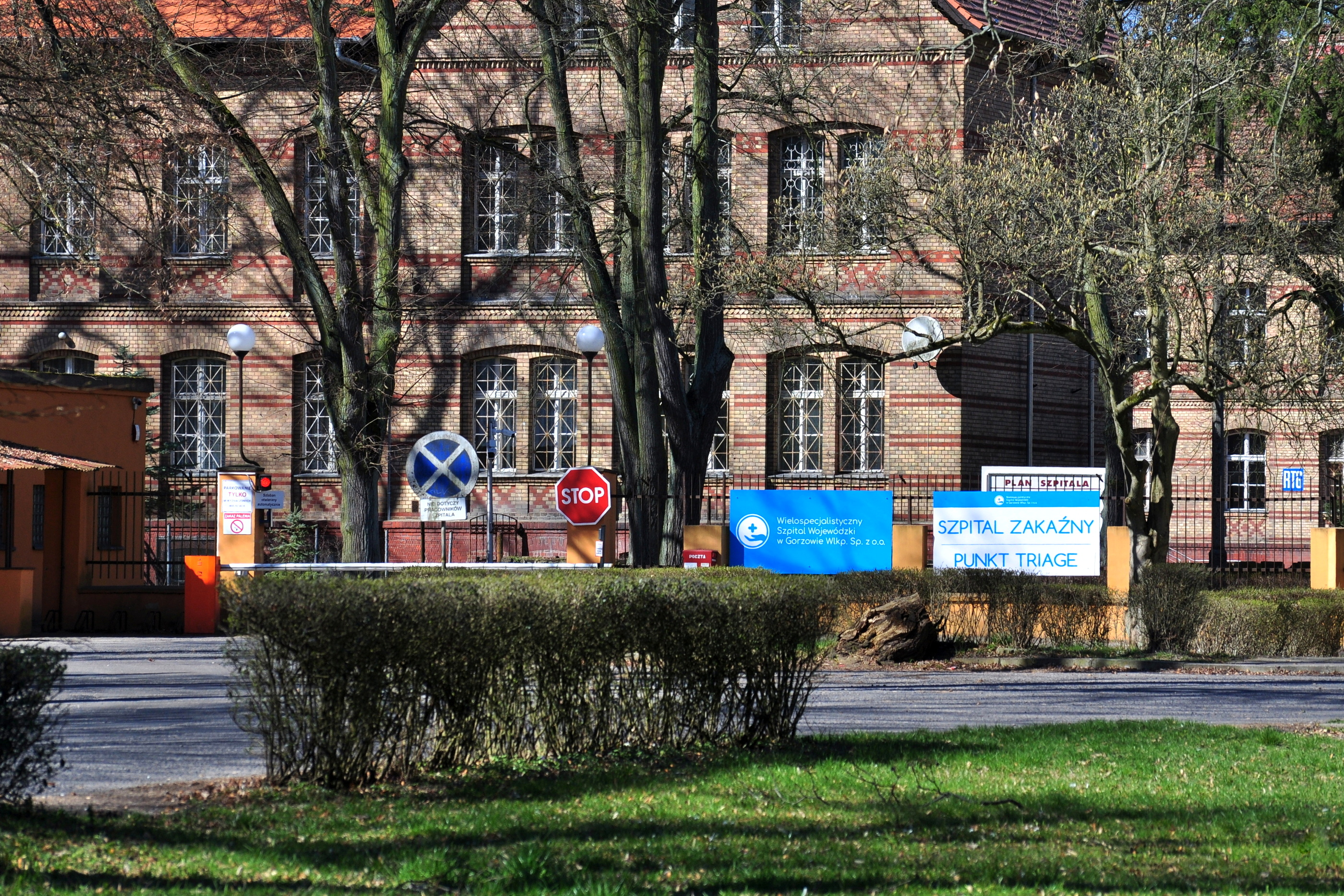
Punkt triage podczas pandemii wirusa SARS-CoV-2 (2020)

System segregacji medycznej S.T.A.R.T. ma za zadanie umożliwić przeżycie jak największej liczbie osób z grona poszkodowanych. W przypadku wypadków masowych nieroztropną rzeczą jest zabranie pierwszej rannej napotkanej osoby do szpitala, ponieważ może ona być ranna w takim stopniu, że nie przeżyje 24 godzin lub, wprost przeciwnie, może poradzić sobie bez specjalistycznej opieki medycznej, której z kolei mogą wymagać inne ranne osoby.